# トランジスタ・コンピュータ

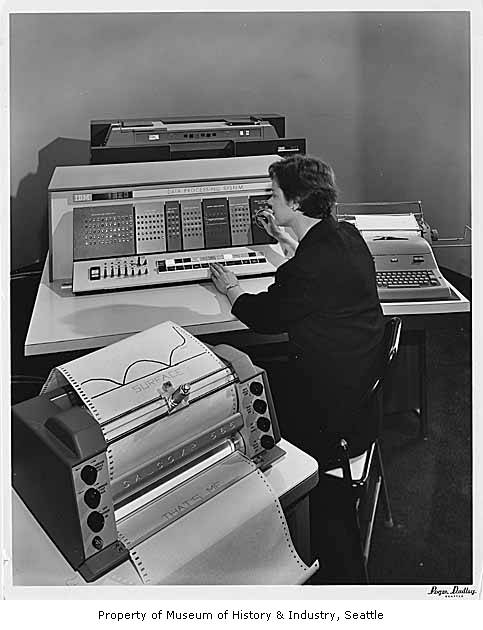
IBM 1620

トランジスタ・コンピュータ(transistor computer)は、それ以前の真空管の代わりに個別のトランジスタを使用するコンピュータである。現在では第2世代コンピュータとも呼ばれる。
第1世代コンピュータ（真空管式コンピュータ）は真空管を使用していたが、真空管は動作中に大量の熱が発生し、かさばり、信頼性が低かった。1950年代後半から1960年代にかけて登場した第2世代コンピュータは、個別のトランジスタと磁気コアメモリで満たされた回路基板を特徴としていた。1960年代後半に集積回路が登場し始めるころまで、これが主流の設計であった。

## 歴史
マンチェスター大学の実験的なトランジスタ・コンピュータは1953年11月に初めて稼働した。これが、世界で初めて稼働したトランジスタ・コンピュータであると広く信じられている。このマンチェスター大学のトランジスタ・コンピュータには、1953年に運用されたプロトタイプと1955年4月に試運転されたフルサイズバージョンの2つのバージョンがあった。1953年の装置は、92個の点接触型トランジスタと550個のダイオードを使用し、いずれもSTC社製であった。ワード長は48ビットだった。1955年の装置は、合計200個の点接触型トランジスタと1300個のダイオードを使用し、電力消費は150ワットだった。初期のトランジスタには信頼性にかなりの問題があり、1955年の装置の平均故障間隔はわずか1.5時間だった。また、クロック発生器などに真空管を使用したため、最初の「完全に」トランジスタ化した装置ではなかった。
フルサイズのトランジスタ・コンピュータの設計はメトロポリタン＝ヴィッカースに採用され、全ての回路をより信頼性の高い接合型トランジスタに変更する改良が行われた。商用バージョンはメトロヴィック950として知られる。

### その他の初期の装置

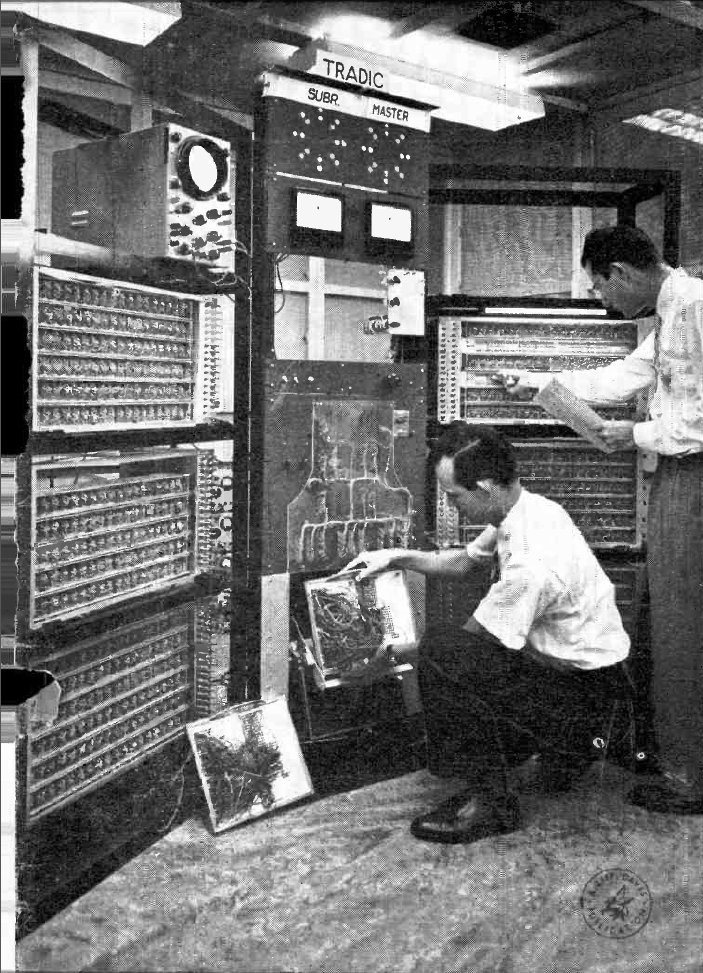
TRADIC

1950年代半ばには、同様の装置がいくつか登場した。1954年1月に完成したベル研究所のTRADICには、1MHzのクロック電力を供給する単一の高出力真空管アンプが組み込まれていた。
初の完全にトランジスタ化されたコンピュータは、真空管式コンピュータIBM 604を改造したもので、1954年10月にデモンストレーションが行われた。オリジナルが1250本の真空管を使用したのに対して約2000個のトランジスタを使用したが、体積は半分になり、電力は5%しか使用しなかった。同時期（1955年2月）に稼働開始したHarwell CADETは、動作周波数を58kHzと低く設定することで、真空管を使わずに構成することができた。
MITのリンカーン研究所は、1956年にトランジスタ・コンピュータTX-0の開発を開始した。
アジアでは日本のETL Mark III（1956年7月）、カナダではDRTE（1957年）、大陸ヨーロッパではオーストリアのMailüfterl（1958年5月）が、それぞれ最初に作られたトランジスタ・コンピュータだった。

## 初の商用トランジスタ計算機
1955年4月、IBMはトランジスタ計算機IBM 608を発表し、1957年12月に初出荷された。そのため、IBMや一部の歴史家は、IBM 608が初めて市販された完全にトランジスタ化された計算機であると考えている。前述の通り、IBM 608の開発に先立って、IBM 604を改造した完全トランジスタ化されたプロトタイプが1954年10月に作製され、実証されたが、これは商品化されなかった。

## 初期の商用大規模トランジスタ・コンピュータ
Philcoの科学コンピュータTransac S-1000と電子データ処理コンピュータTransac S-2000は、初期の商業生産された大規模トランジスタ・コンピュータである。1957年に発表されたが、1958年の秋まで出荷されなかった。Philcoのコンピュータのブランド"Transac"は"Transistor-Automatic-Computer"の略である。Philcoのコンピュータのモデルはどちらも、回路設計に表面障壁型トランジスタを使用していた。これは、高速コンピュータに適した世界初の高周波トランジスタであり、1953年にPhilcoによって開発された。
RCAは1958年にRCA 501を初のオールトランジスタコンピュータとして出荷した。
イタリアのオリベッティは、1959年から初のトランジスタ・コンピュータOlivetti Elea 9003を販売した。

### IBM
20世紀の大半を通じてデータ処理業界を支配していたIBMは、1958年に商用トランジスタ・コンピュータを導入した。最初に登場したのは10桁ワードの10進マシンであるIBM 7070であり、続いて1959年に36ビットの科学マシンであるIBM 7090、パンチカード集計装置を置き換えるために登場し、非常に人気となったIBM 1401、可変長10進マシンであるデスクサイズのIBM 1620が送り出された。IBM 7000・1400シリーズには様々なデータ形式、命令セット、文字エンコードの多くの設計バリエーションがあったが、全て同じシリーズの電子モジュール IBM Standard Modular System (SMS)を使用して構築された。

### DEC
TX-0の開発者は、1957年にディジタル・イクイップメント・コーポレーション(DEC)を設立した。DEC製品は当初からトランジスタ化されており、初期の製品にはPDP-1、PDP-6、PDP-7および初期のPDP-8があった。1968年にPDP-8Iで始まったPDP-8の後期モデルは、集積回路を使用した第3世代コンピュータだった。

### 日本メーカー
日本のコンピュータメーカーでは、ETL Mark IV（1957年）をベースに商用のトランジスタ機を開発したところが多く、日本電気のNEAC-2201（1958年）、日立製作所のHITAC 301（1959年）などがその代表例である。また富士通はETLベースではない独自機としてFACOM 222（1961年）を開発した。

### System/360とハイブリッド回路
1964年、IBMはSystem/360を発表した。これは、以前のコンピュータを置き換えるために、統一されたアーキテクチャにより幅広い機能と価格帯をカバーするコンピュータのシリーズである。IBMは、1960年代初期の未熟なモノリシック集積回路テクノロジに企業を賭けることはせず、Solid Logic Technology (SLT)モジュールを使用してS/360シリーズを構築した。SLTは、複数の個別のトランジスタと個別のダイオード、および堆積抵抗器と相互接続を1/2インチ四方のモジュールにパッケージ化でき、従来のIBM SMSカードとほぼ同等のロジックである。ただし、モノリシック集積回路の製造とは異なり、SLTモジュールのダイオードとトランジスタは、各モジュールの組み立ての最後に個別に配置・接続された。

## 学校と愛好家
第1世代コンピュータは、主に大量の真空管を使用しているため、コンピュータを独自に構築したい学校や愛好家には手の届かないものだった（ただし、リレーベースのコンピュータプロジェクトは実施された）。また、第4世代（VLSI）も、ほとんどの設計作業が集積回路パッケージ内で行われているため、手の届かないものとなった（ただし、この障壁は後で除去された）。そのため、第2世代（トランジスタ）と第3世代（SSI）のコンピュータ設計は、学校や愛好家が行うのに最適である。